# Geneviève Bujold
Geneviève Bujold (Montreal; 1 de julio de 1942) es una actriz canadiense que en 1969 fue candidata a un Óscar por su interpretación de la reina inglesa Ana Bolena en la película Ana de los mil días y ganadora del Globo de Oro como «Mejor actriz de drama» de 1969 (otorgado en 1970) por el mismo rol.

## Juventud
Geneviève Bujold nació en Montreal (Quebec), hija de Joseph Firmin Bujold y Laurette Cavanaugh. Emparentada con el famoso pesista quebequés del siglo XIX Louis Cyr, Geneviève fue criada y educada de manera muy estricta, en el seno de una familia católica. Sus padres la enviaron a una escuela religiosa, asistiendo durante la escuela primaria, y casi toda la escuela secundaria. El estricto código de disciplina del establecimiento le provocaba rechazo, por lo que abandonó la escuela, en busca de una carrera artística. 
Estudió drama en el Conservatoire d'art dramatique de Montreal hasta que le llegó su gran oportunidad de incursionar en la actuación profesional. Estando de gira con una compañía de teatro en París, conoció al director francés Alain Resnais, que la seleccionó para actuar junto a Yves Montand en la película La guerra ha terminado (1966). Animada por este éxito, decidió permanecer un tiempo más en Francia, período en el cual actuó para otros directores, entre ellos, Louis Malle.
El 25 de diciembre de 1972, en una breve carta al periódico Le Devoir, rechazó ser condecorada con la Orden de Canadá, la más alta condecoración civil del país, por el modo en que ésta le fue ofrecida (por correo) y porque, además, Geneviève es una ferviente simpatizante del movimiento de independencia de Quebec.

## Carrera
Bujold figuró en numerosos roles en películas canadienses y estadounidenses para televisión. En 1967 obtuvo una nominación al Premio Emmy por su papel de Juana de Arco en un film de la NBC. Ese mismo año, contrajo matrimonio con el director canadiense Paul Almond, para quien actuó en Isabel (1968) y en Act of the Heart (1970), junto a Donald Sutherland. Tuvieron un hijo, Matthew, en 1968, y se divorciaron en 1972. También en 1968 fue galardonada con el Prix Suzanne Bianchetti como la más prometedora y joven actriz del cine francés.
En 1969 protagonizó junto a Richard Burton el film Ana de los mil días, por el cual ganó un Globo de Oro como mejor actriz, como así también fue nominada al Óscar en igual categoría.
Bujold parecía destinada a convertirse en una estrella, pero su mal genio la llevó a enfrentamientos con Universal Studios, al punto que rescindió su contrato, lo que resultó en un juicio que se resolvió cuando accedió a aparecer en la película de cine catástrofe Terremoto (1974). En los años siguientes apareció en películas tales como Las troyanas (1971), junto a Katharine Hepburn y Vanessa Redgrave, una adaptación de Antígona, con James Naughton (1974), Kamouraska (1973),  Fascinación, de Brian De Palma (1976), Álex y la gitana (1976), con Jack Lemmon, Otro hombre, otra oportunidad (1977), junto a James Caan, ambos de Claude Lelouch, el thriller Coma (1978), junto a Michael Douglas, Elígeme (1984), dirigida por Alan Rudolph y En la cuerda floja (1984), con Clint Eastwood. Fue galardonada con el Premio Genie a la mejor actriz por su papel en Asesinato por decreto (1979).
En 1994 firmó un contrato para interpretar el papel principal de la serie estadounidense, Star Trek: Voyager, en el rol de la capitán Nicole Janeway, pero renunció tras haber filmado apenas algunas escenas del primer episodio. Esgrimió varios motivos para tomar tal decisión, entre ellos, que el trabajo para la serie era demasiado exigente, que hubo diferencias con los productores sobre cómo interpretar el papel, e incluso que se sentía ofendida porque los productores querían que usara un uniforme más sexy, principalmente para mantener la fidelidad de los espectadores de la serie, que en su mayoría, eran un público masculino. Al respecto, Rick Berman, comentarista de la revista TV Guide (Edición del 8-14 de octubre de 1994) dijo: "Quedó inmediatamente patente que (el rol) no le iba bien." Los productores posteriormente contrataron a la veterana Kate Mulgrew, y cambiaron el nombre del personaje de Nicole Janeway a Kathryn Janeway, a sugerencia de Mulgrew.
Bujold, que hizo un paréntesis en su carrera artística tras el nacimiento en 1980 de Emmanuel, su segundo hijo, regresó a la pantalla en 1984 con Elígeme, dirigida por Alan Rudolph. Continúa vinculada al cine, principalmente con compañías independientes.

## Filmografía

### Televisión
- Les Belles histoires des Pays-d'en-Haut (1956)
- Ti-Jean caribou (1963)
- Mistress of Paradise (1981)
- Red Earth, White Earth (1989)
- Les Noces de papier (1989)

### Cine
- Amanita Pestilens (1963)
- La fleur de l'âge, ou Les adolescentes (1964)
- La terre à boire (1964)
- La fin des étés (1964)
- Geneviève (1965)
- La guerre est finie (1966)
- Le roi de cœur (1966)
- Entre la mer et l'eau douce (1967)
- The Thief of Paris (1967) (Le voleur)
- Isabel (1968)
- Ana de los mil días (1969)
- Act of the Heart (1970)
- Las troyanas (1971)
- Journey (1972)
- Kamouraska (1973)
- Antigone (1974)
- Terremoto (1974)
- L'Incorrigible (1975)
- Swashbuckler (1976)
- Fascinación (1976)
- Alex y la gitana (1976)
- Otro hombre, otra oportunidad (1977)
- Coma (1978)
- Asesinato por decreto (1979)
- The Last Flight of Noah's Ark (1980)
- Final Assignment (1980)
- Monsignor (1982)
- En la cuerda floja (1984)
- Elígeme (1984)
- Trouble in Mind (1985)
- The Moderns (1988)
- Dead Ringers (1988)
- False Identity (1990)
- Rue du Bac (1991)
- The Dance Goes On (1992)
- Oh, What a Night (1992)
- An Ambush of Ghosts (1993)
- Mon amie Max (1994)
- Pinocho, la leyenda (1996)
- Dead Innocent (1996)
- The House of Yes (1997)
- Last Night (1998)
- Eye of the Beholder (1999)
- Alex in Wonder (2001)
- Jericho Mansions (2003)
- Finding Home (2003)
- Downtown: A Street Tale (2007)

## Premios y nominaciones
Premios Óscar
| Año  | Categoría    | Película            | Resultado |
| ---- | ------------ | ------------------- | --------- |
| 1969 | Mejor actriz | Ana de los mil días | Nominada  |